# Sophie Taeuber-Arp

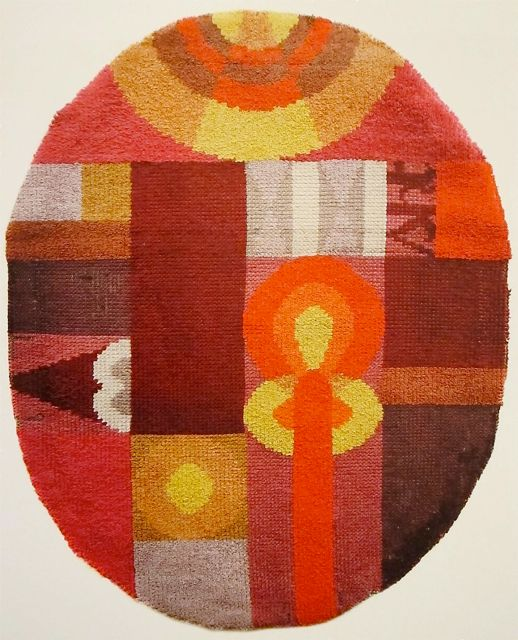
Composició oval amb motius abstractes, c. 1922

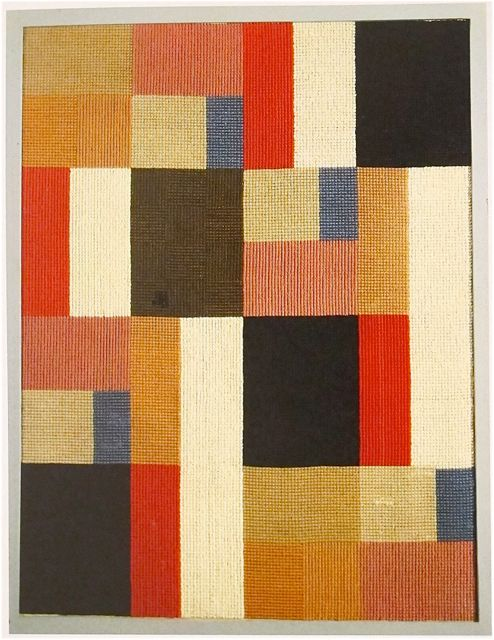
Sophie Taueber Arp, Vertical-Horizontal Composition, 1916

Sophie Taeuber-Arp (Davos, Suïssa, 19 de gener de 1889 - Zúric, 13 de gener de 1943) fou una artista tèxtil, dissenyadora, ballarina, professora universitària suïssa, una de les creadores del moviment Dada a Zúric.
La seva obra inclou teixits, vestuari, titelles, mobles, arquitectura, disseny gràfic, pintura, dibuix, escultura... sempre entorn de l'abstracció i l'experimentació.

## Biografia
Nascuda a Davos, Platz (Suïssa), al si d'una família burgesa, fou la menor de cinc germans. Visqué en un ambient d'esperit obert poc freqüent a la seva època. La seva mare pintava, fotografiava i era una apassionada de la política i el feminisme. Portava una pensió per a estudiants suïssos i estrangers al seu domicili.
Sophie Taeuber-Arp estudià a l'Escola d'Arts Aplicades de Sankt Gallen el 1907 i després a l'Escola d'Arts Aplicades d'Hamburg entre el 1912 i el 1913.
El 1922 es casà amb Jean Arp, a qui havia conegut a la Galeria Tanner de Zúric el 1915.
Morí accidentalment el 13 de gener de 1943 a Zuric, a causa de la inhalació de gasos tòxics d'una estufa, al domicili del seu amic Max Bill.

## Carrera artística
Fou professora a l'Escola d'Arts i Oficis de Zuric, on dirigí la secció tèxtil, i membre de la Werkbund suïssa, àvida doncs de canviar el món. Dissenyar-lo per canviar-lo. Va ser també alumna brillant a l'Escola de Dansa Expressiva de Rudolf Laban.
La seva carrera va començar en el centre de l'activitat Dadà a Zúric, entre el 1915 i el 1920, en el moment de l'aparició del Cabaret Voltaire. És en aquest ambient on aparegué Sophie Taeuber-Arp i desenvolupà les seves “danses abstractes” i les seves propostes de vestits inspirats en els indis d'ètnia hopi, on mostrà la seva passió pel transvestisme. En aquest espai de llibertat dissenyà els irònics caps Dadà i les escenografies i marionetes per a l'obra Le roi cerf, de Carlo Gozzi.
El llenguatge creat per Sophie Taeuber-Arp abraça una gran varietat d'expressions artístiques a la primera meitat del segle XX: la pintura, la dansa, l'arquitectura, l'escenografia, la fotografia, l'escultura, el disseny d'interiors… El seu nom està associat a moments clau en la formació de les avantguardes i el seu fructífer treball sorprèn especialment quan aborda en la seva obra, amb èxit, en els extrems contradictoris dels quals es va desenvolupar la modernitat: figuració i abstracció, dadaisme i abstracció geomètrica, desordre i harmonia, art i artesania. Per a Taeuber, l'art és un tot necessari en la vida de tots.
Creia en l'ensenyament personalitzat i en l'adquisició d'una disciplina a través d'exercicis pràctics molt concrets. Segons ella, mètode i intuïció són dos elements indispensables del creador. Buscava la dosi justa que permetés que l'obra estigués en equilibri amb ella mateixa i amb l'espai.
Dins dels seus projectes de decoració trobem les conegudes intervencions en la decoració mural de la casa d'André Horn (1926), el bar de l'Hôtel Hannong (1926-28) o la casa Heimendinger d'Estrasburg (1927). Juntament amb Jean Arp i Theo van Doesburg participà en els treballs de l'edifici de L'Aubette, unes de les creacions artístiques més importants del segle xx.

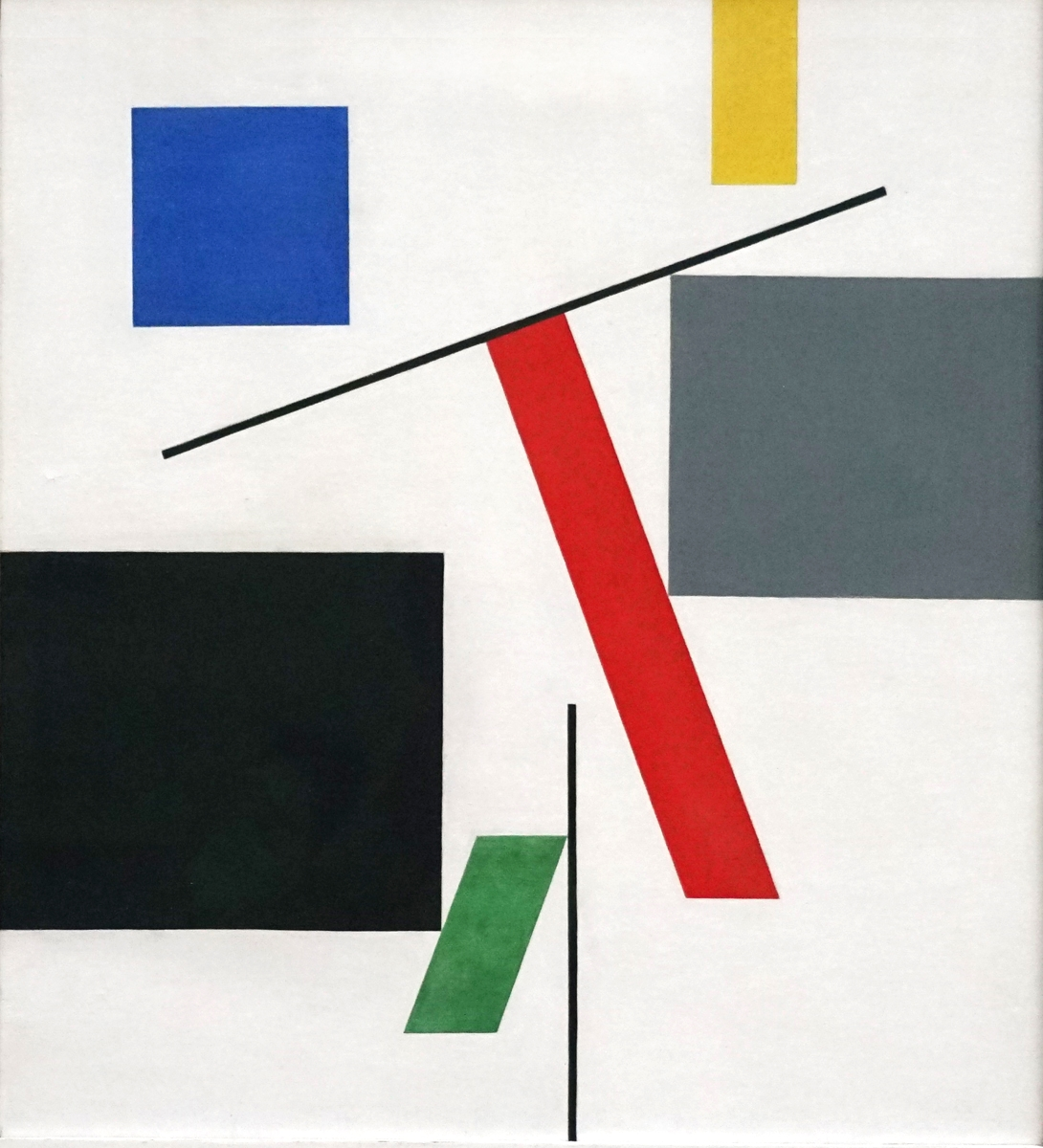
Équilibre, oli sobre fusta (1932)

Va pertànyer a una generació de dones actives socialment, ansioses de transcendir els límits tradicionalment associats al seu sexe i filles d'aquelles “noves dones” del segle xix relacionades amb els moviments feministes i sufragistes. La seva influència en l'escena cultural dels anys 20 i 30 va ser indubtable, ja que van tenir un paper essencial en les arts i van aportar una renovada visió del món.
Va estar completament implicada en la vida artística del París dels anys 30, vinculada als grups constructivistes Cercle et Carré, format per Michel Seuphor i Torres-García i Abstraction-création.

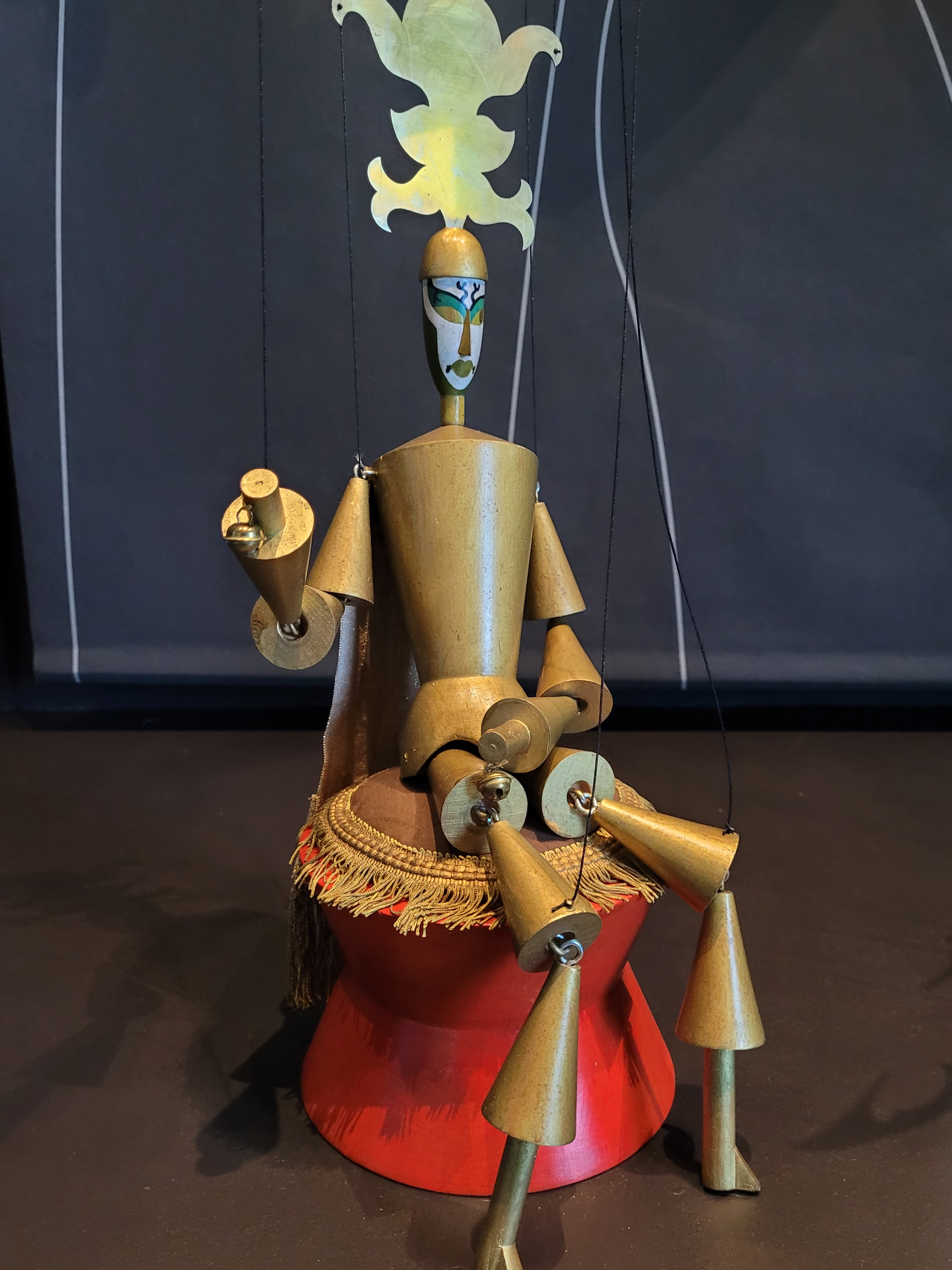
Putxinel·li 'le roi Déramo', per a Le roi cerf

Amb César Domela i Jean Arp fundaren i publicaren la revista Plastique, amb el suport del col·leccionista nord-americà A. E. Gallatin (1937). Amb Sonia Delaunay i d'altres, van crear una colònia d'artistes a Grasse, al sud de França, activa entre 1941 i 1943.

## Reconeixement i memòria
Sophie Taeuber va ser una precursora de les avantguardes del segle xx. Hugo Ball n'havia dit: “Tot al voltant de Taeuber és lluminositat de sol i el miracle que reemplaça la tradició. És plena d'invenció, de caprici i d'extravagància”. Arp la definiria com a “serena, lluminosa, veritable, precisa, clara, incorruptible”. Va ser valorada pels seus contemporanis, però els historiadors de l'art posteriors no van considerar prou rellevant la seva obra.
Un carrer de Zúric porta el seu nom. I la seva imatge ha aparegut en els bitllets de 50 francs suïssos des de 1995, essent l'única dona el retrat de la qual ha estat imprès en els bitllets suïssos.